# Espádice

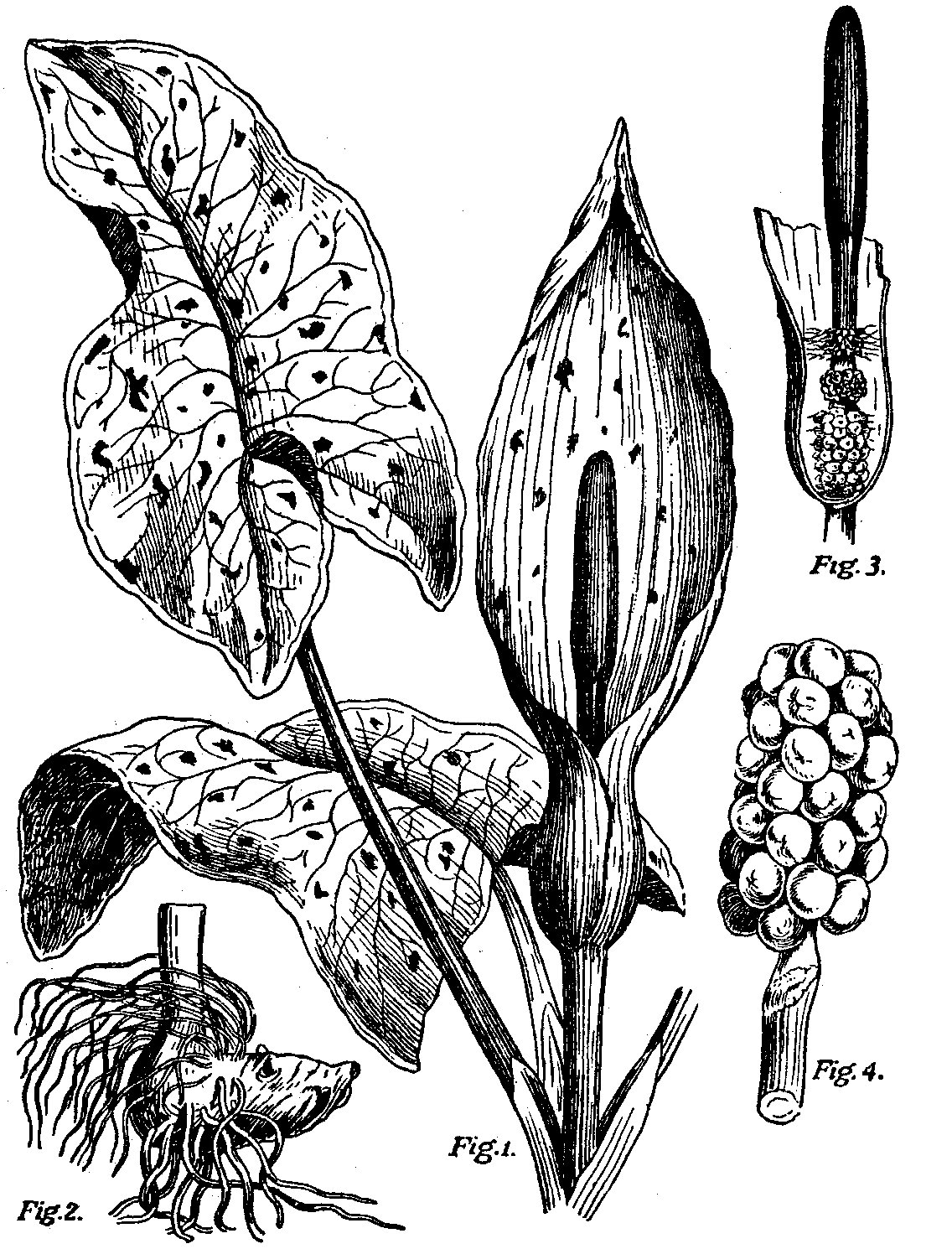
1. Hojas e inflorescencia de Arum maculatum, 2. Rizoma subterráneo, 3. Parte inferior de la espata abierta, 4. Espiga de frutos - mostrando en sucesión (desde abajo) las flores femeninas, las flores masculinas y las flores estériles que forman un anillo de pelos que nacen en el espádice.

En botánica, un espádice es un tipo de espiga, una inflorescencia con pequeñas flores unisexuales apiñadas sobre un pedúnculo grueso, largo y carnoso. Para evitar la autofecundación, las flores femeninas suelen disponerse hacia la parte inferior, con las masculinas en la superior y un estigma que deja de ser receptivo cuando se libera el polen. También suelen presentar una espata, unabráctea grande, herbácea, por lo general llamativa y solitaria rodeando o encerrando parcialmente desde abajo el espádice.
Este tipo de inflorescencia se presenta en ciertas Liliópsidas (Monocotiledóneas), sobre todo en miembros de la familia Araceae, razón por la cual anteriormente eran llamadas espadicifloras. . La «flor» de Anthurium es una espádice típica con espata grande vistosa. La de Amorphophallus titanum es citada a menudo como «la flor más grande», aunque realmente es una inflorescencia. También se encuentra en colocasia, aroides, y palmeras (que tienen espádice compuesto, con un eje ramificado y cubierto por una capucha rígida en forma de barco, como sucede con el Cocos nucifera).

## Galería

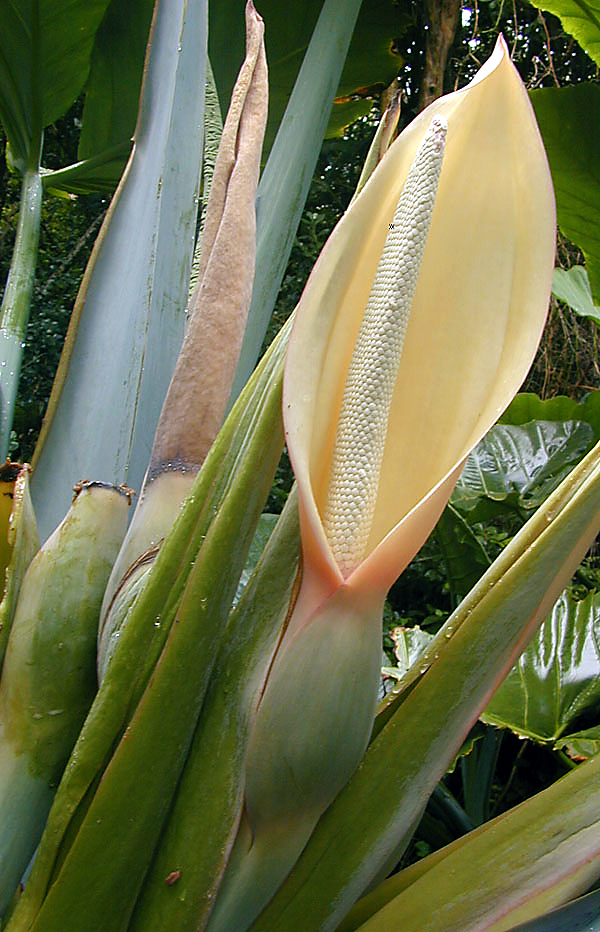
Oreja de elefante o flor del mono (Xanthosoma sagittifolium) con un espádice blanco parcialmente rodeado por una espata de color verde, rosa y crema
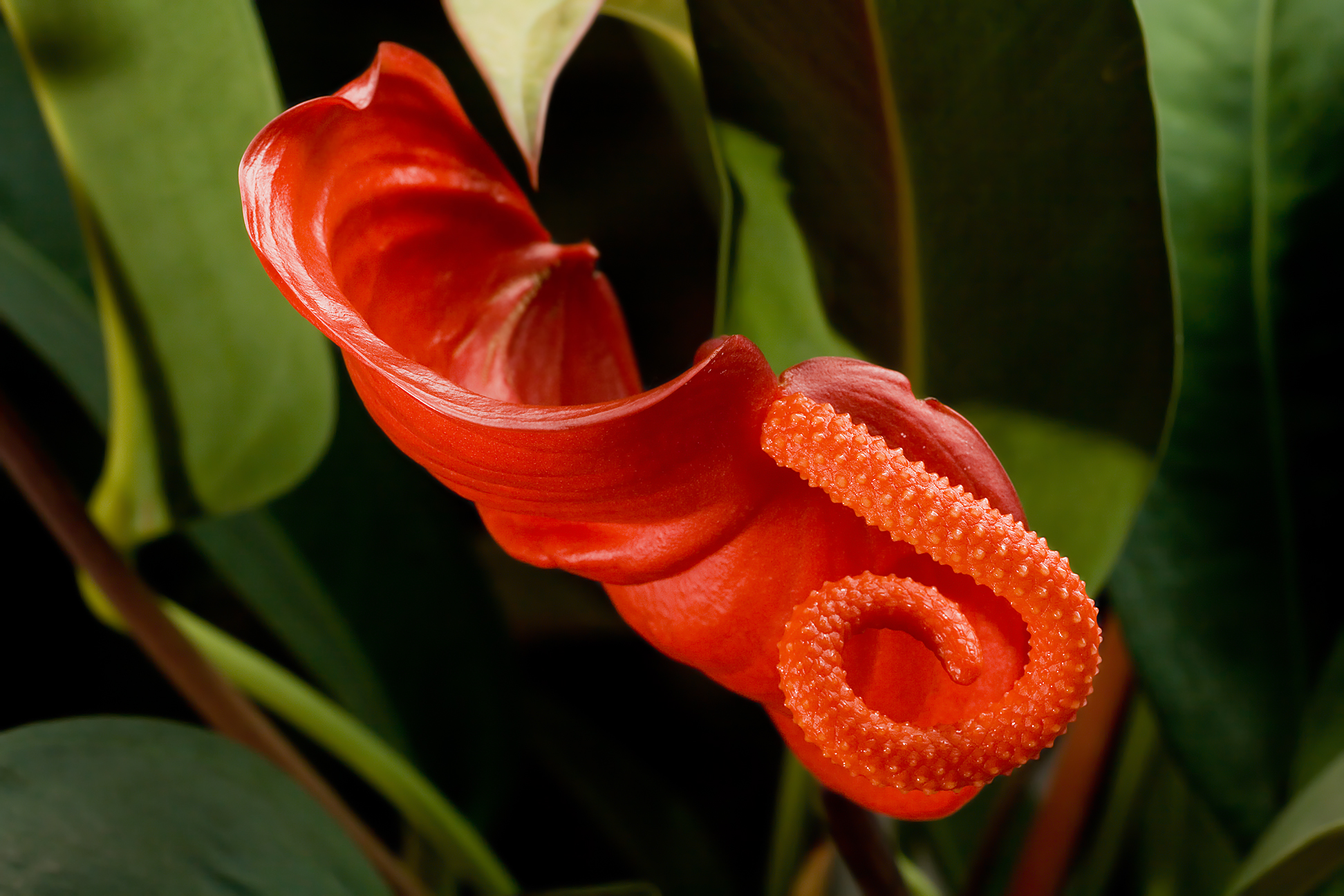
Inflorescencia de Anthurium scherzerianum con espata y espádice
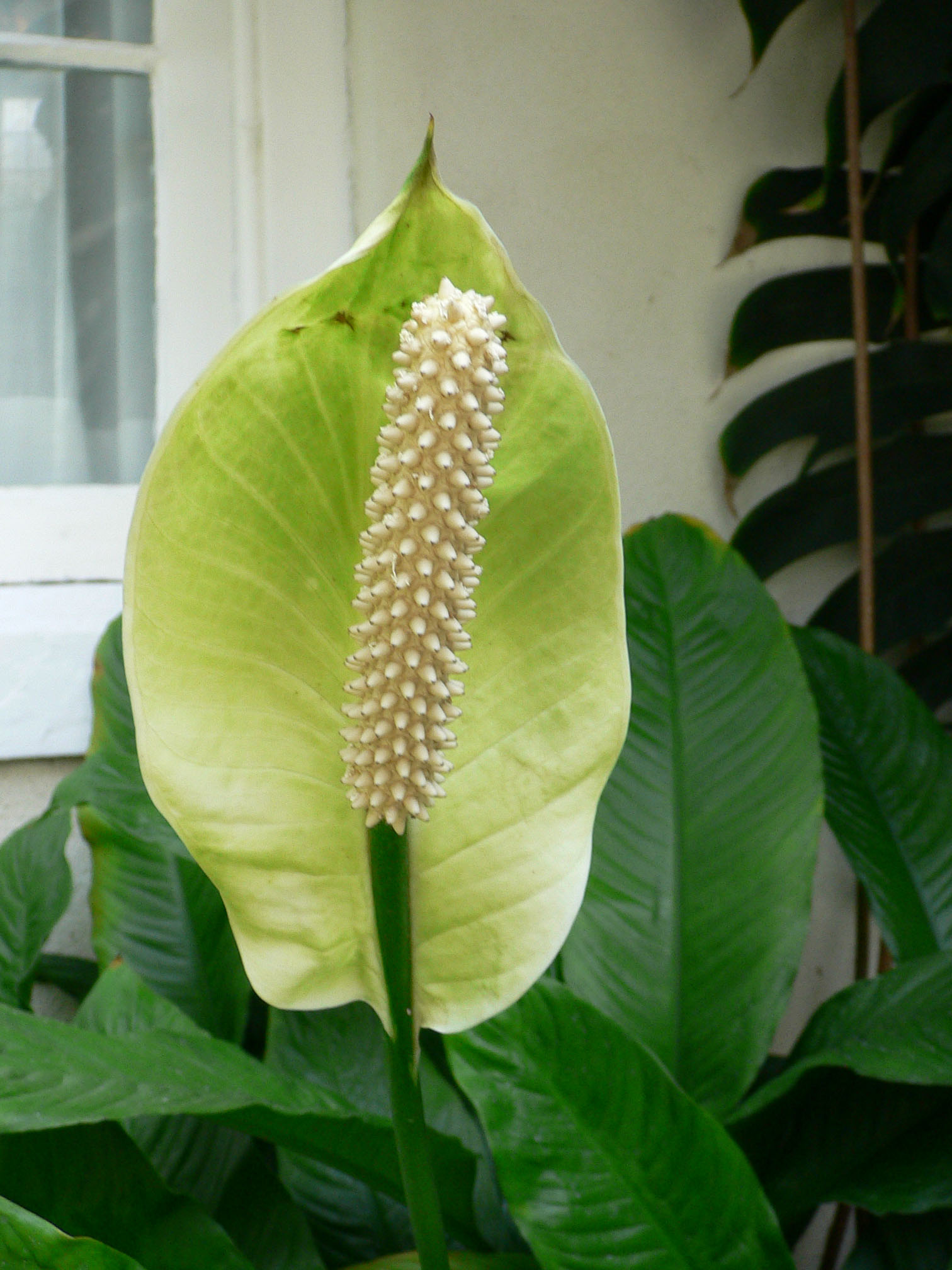
Espádice de Spathiphyllum floribundum
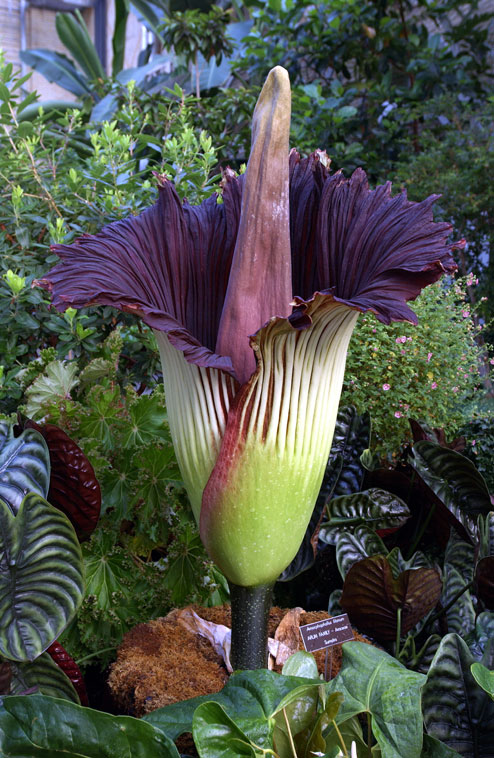
Espádice de Titan arum (Amorphophallus titanum) en el Jardín Botánico de Estados Unidos
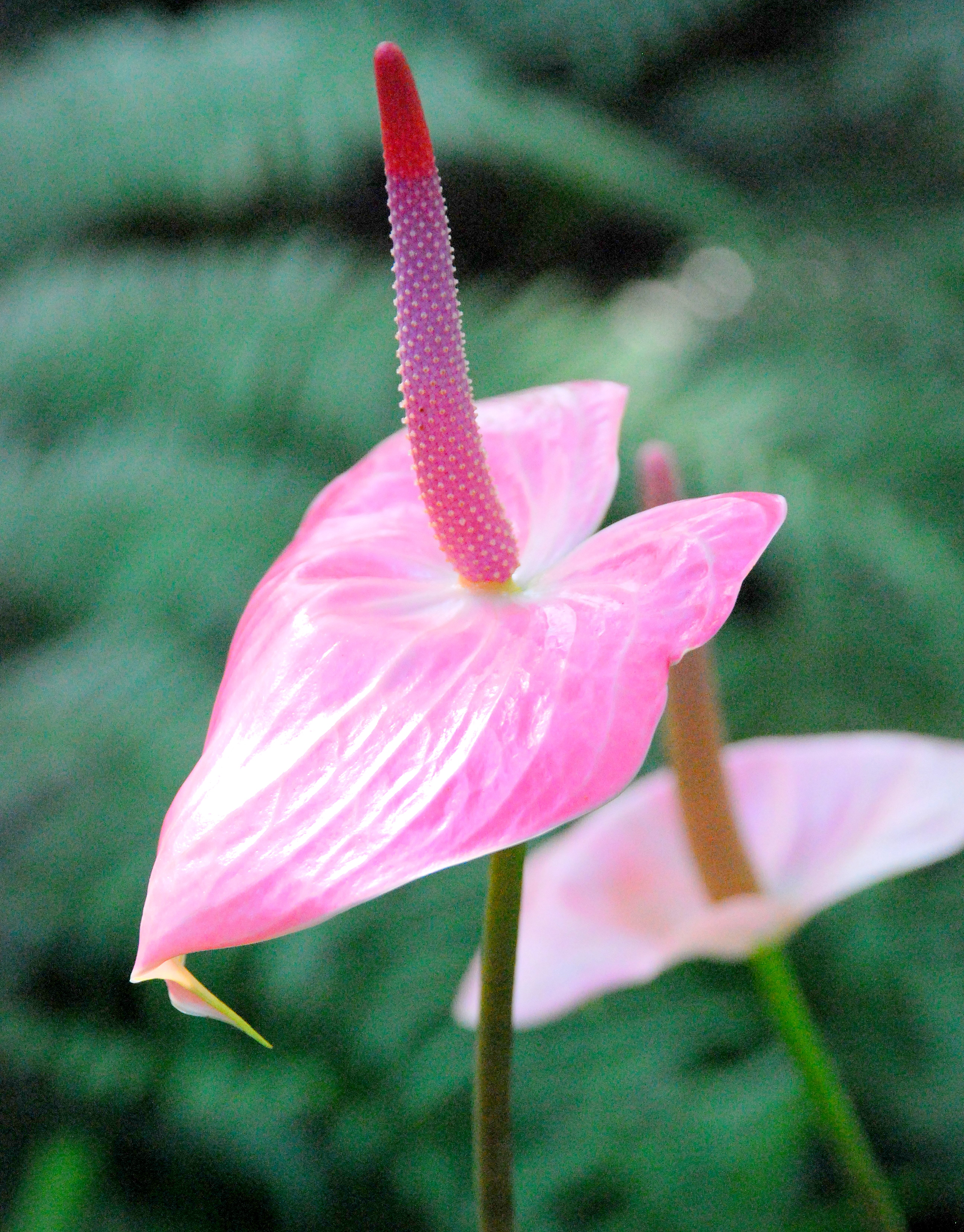
Lirio flamenco (Anthurium andraeanum') en el Jardín Botánico de Estados Unidos
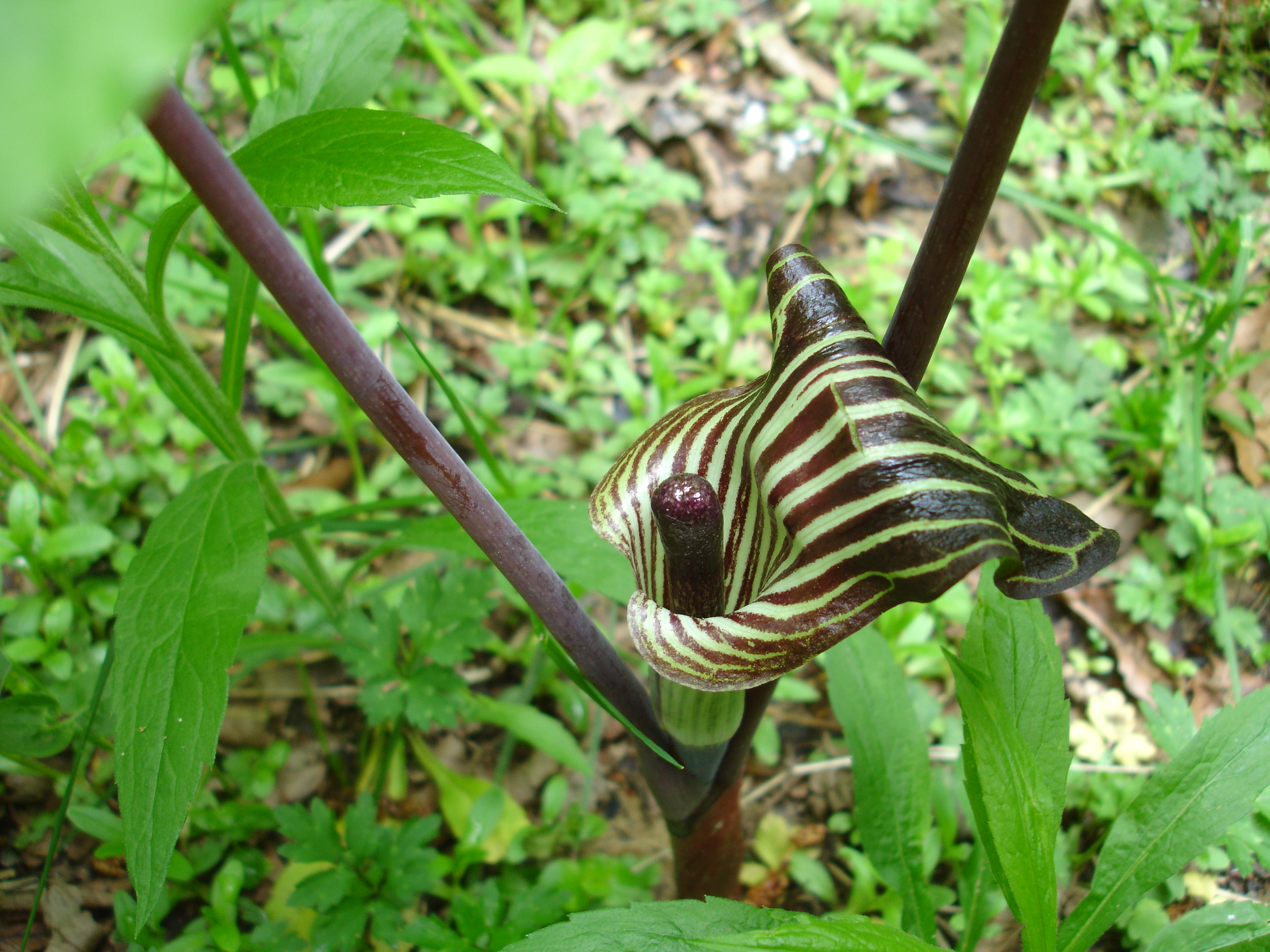
Jack in the Pulpit (Arisaema triphyllum) en el Bosque Nacional de Allegheny, Pensilvania)
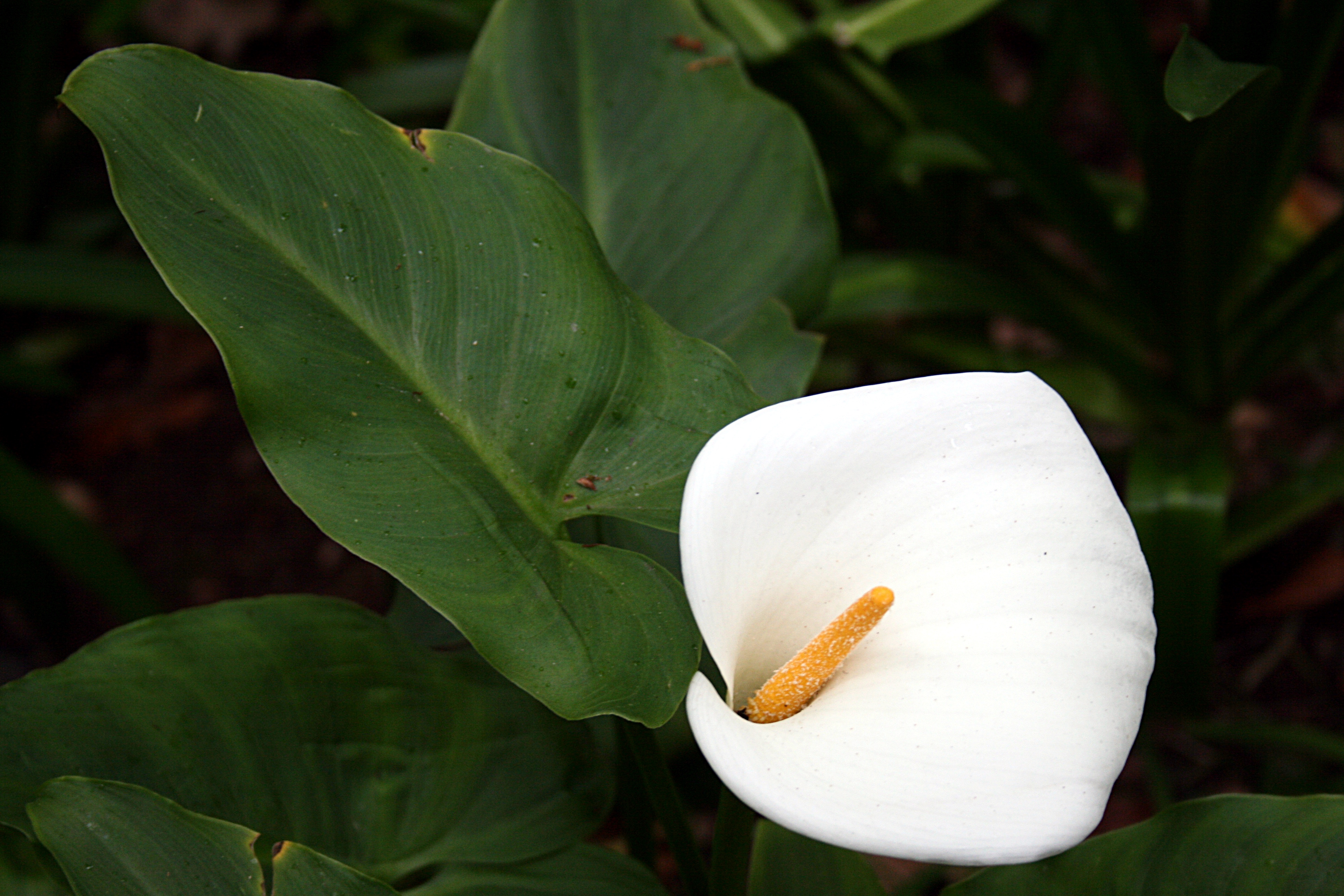
Lirio de cala (Zantedeschia aethiopica) en Funchal, Madeira
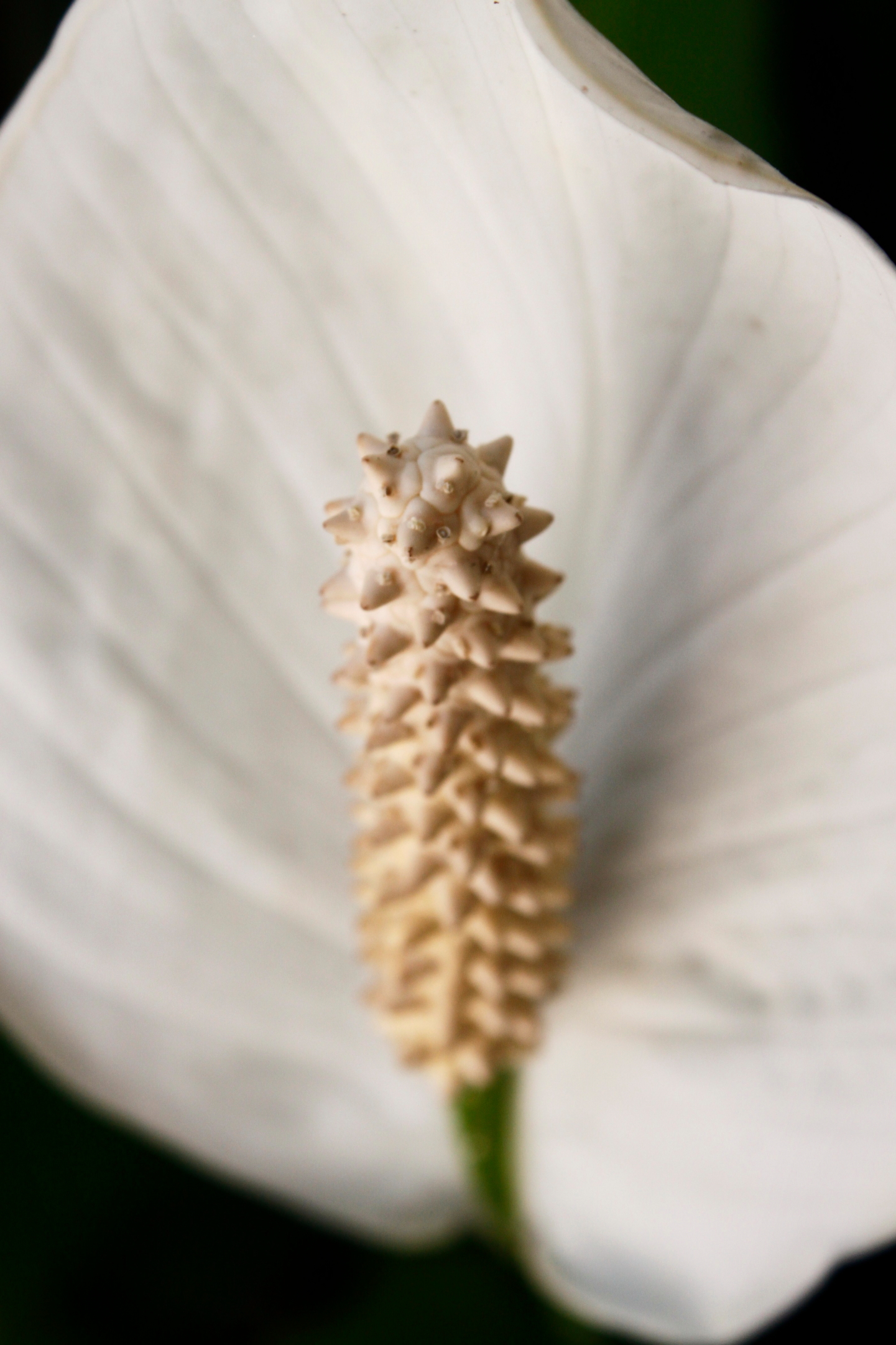
Espádice de Spathiphyllum en Brasil
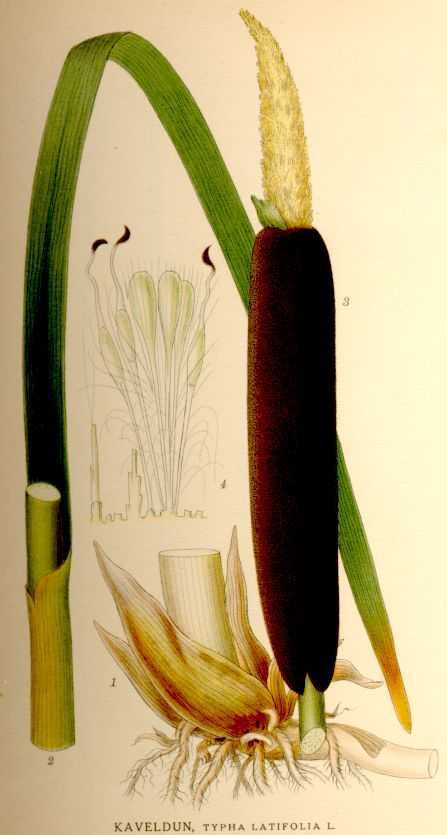
Espádice de Typha latifolia
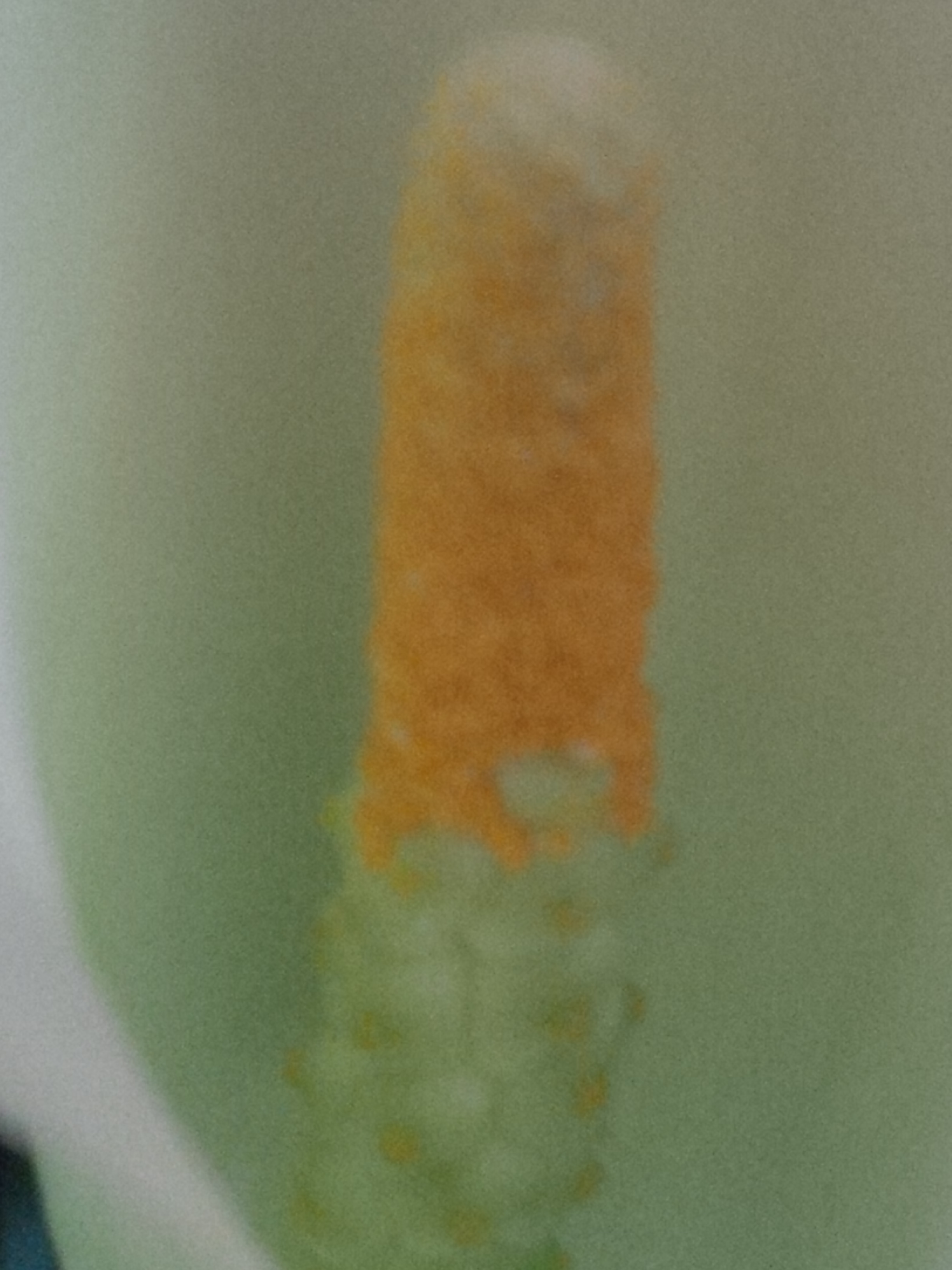
Espádice del cultivar Zantedeschia elliottiana mostrando las flores masculinas arriba con polen y las femeninas abajo
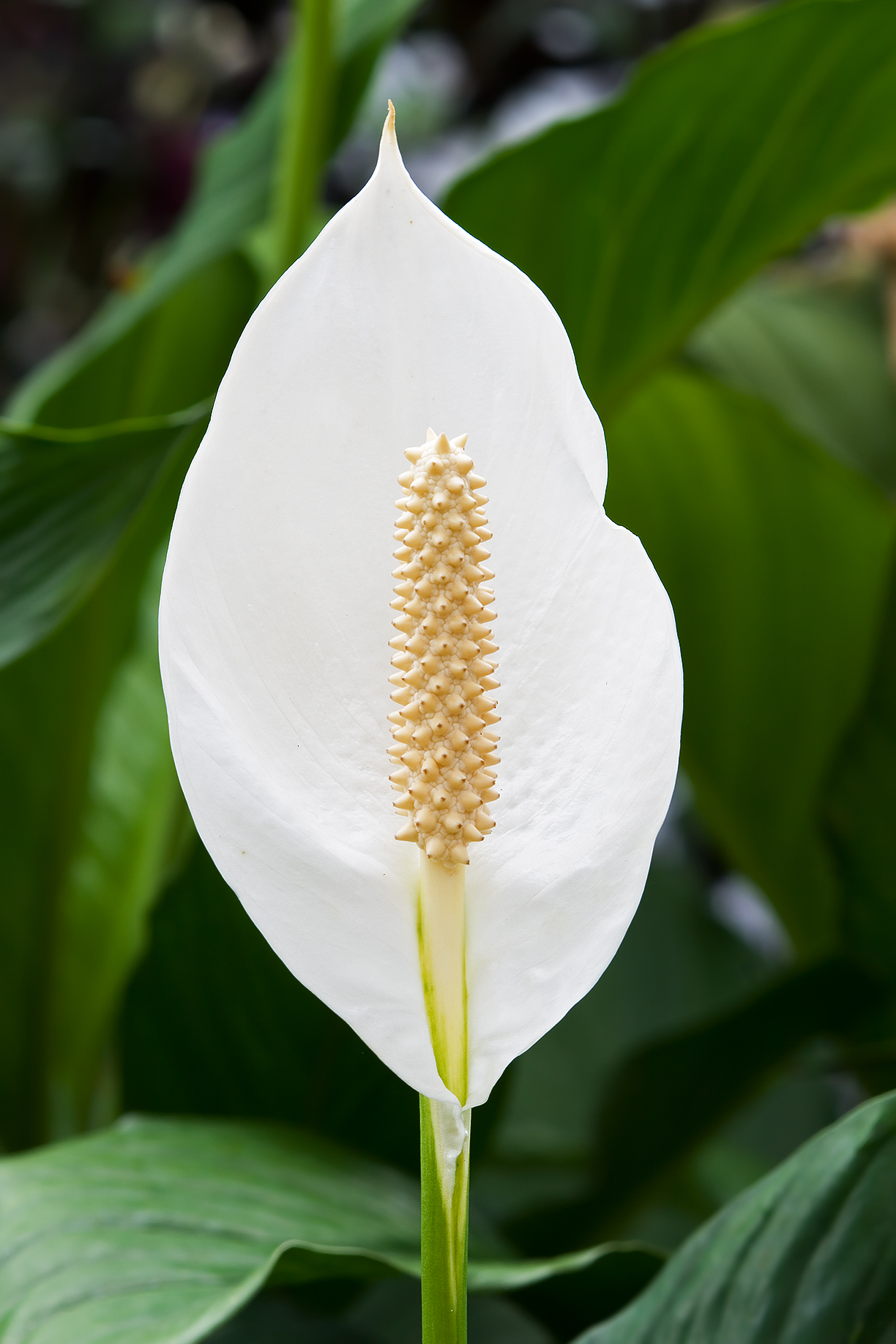
Lirio de la paz (Spathiphyllum cochlearispathum) mostrando claramente el espádice y la espata característicos del género
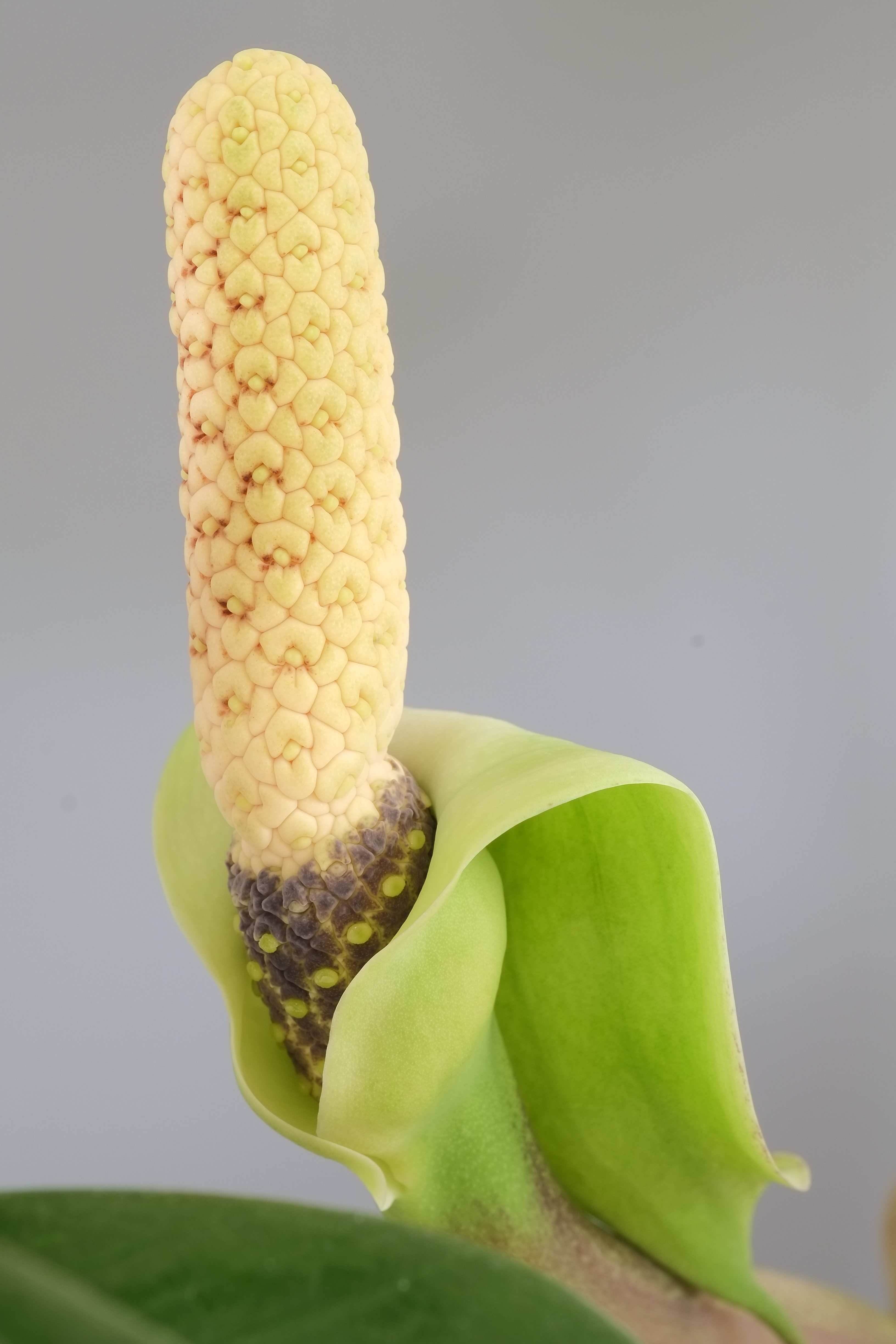
Espádice de la planta (Zamioculcas zamiifolia) con espata rizada